# Eran Liss
Eran Liss (ur. 2 lipca 1975) – izraelski szachista, arcymistrz od 1995 roku.

## Kariera szachowa
Pierwsze znaczące sukcesy zaczął odnosić pod koniec lat 80. XX wieku. W 1988 r. zdobył w Timisoarze tytuł mistrza świata juniorów do lat 14, natomiast w 1989 i 1993 r. dwukrotnie zwyciężył w mistrzostwach Izraela juniorów. W 1990 r. zdobył drugi w karierze medal MŚ juniorów, zajmując w Singapurze II m. (za Konstantinem Sakajewem) w kategorii do 16 lat. W swojej kolekcji posiada również brązowy medal mistrzostw Europy do lat 20, który zdobył w Holonie w 1995 r. W 1998 r. zwyciężył w Ramat Awiw w indywidualnych mistrzostwach Izraela, pokonując Wiktora Michalewskiego w finale turnieju rozegranego systemem pucharowym.
Do największych sukcesów Erana Lissa w turniejach międzynarodowych należą:
- dz. II m. w Budapeszcie (1993, turniej First Saturday FS10 GM, za Matthew Sadlerem, wspólnie z Đào Thiên Hảiem),
- dz. I m. w Budapeszcie (1994, turniej First Saturday FS04 GM, wspólnie z Walerijem Beimem i Walerijem Łoginowem),
- dz. I m. w Budapeszcie (1995, turniej First Saturday FS06 GM, wspólnie z Đào Thiên Hảiem),
- dz. II m. w Kopenhadze (1996, turniej Politiken Cup, za Wiktorem Korcznojem, wspólnie z Borisem Gulko, Jonathanem Speelmanem, Eduardasem Rozentalisem, Curtem Hansenem, Julianem Hodgsonem i Tigerem Hillarpem Perssonem),
- dz. II m na wyspie Man (1997, za Aleksandrem Baburinem, wspólnie z Markiem Hebdenem).

Najwyższy ranking w karierze osiągnął 1 lipca 1997 r., z wynikiem 2540 punktów dzielił wówczas 12-13. miejsce wśród izraelskich szachistów. Od 2000 r. w turniejach klasyfikowanych przez Międzynarodową Federację Szachową startuje bardzo sporadycznie.